# Skoky do vody na Letních olympijských hrách 2000
Skoky do vody na Letních olympijských hrách v Sydney.

## Medailisté

### Muži
| Kategorie                         | Zlato                                       | Stříbro                                           | Bronz                                          |
| --------------------------------- | ------------------------------------------- | ------------------------------------------------- | ---------------------------------------------- |
| Prkno 3 m                         | Siung Ni · Čína (CHN)                       | Fernando Platas · Mexiko (MEX)                    | Dmitrij Sautin · Rusko (RUS)                   |
| Věž 10 m                          | Tchien Liang · Čína (CHN)                   | Chu Ťia · Čína (CHN)                              | Dmitrij Sautin · Rusko (RUS)                   |
| Synchronizované skoky z prkna 3 m | Siung Ni a Siao Chaj-liang · Čína (CHN)     | Dmitrij Sautin a Alexandr Dobroskok · Rusko (RUS) | Robert Newbery a Dean Pullar · Austrálie (AUS) |
| Synchronizované skoky z věže 10 m | Dmitrij Sautin a Igor Lukašin · Rusko (RUS) | Chu Ťia a Tchien Liang · Čína (CHN)               | Jan Hempel a Heiko Meyer · Německo (GER)       |

### Ženy
| Kategorie                         | Zlato                                             | Stříbro                                             | Bronz                                                  |
| --------------------------------- | ------------------------------------------------- | --------------------------------------------------- | ------------------------------------------------------ |
| Prkno 3 m                         | Fu Ming-sia · Čína (CHN)                          | Kuo Ťing-ťing · Čína (CHN)                          | Dörte Lindnerová · Německo (GER)                       |
| Věž 10 m                          | Laura Wilkinsonová · Spojené státy americké (USA) | Li Na · Čína (CHN)                                  | Anne Montminyová · Kanada (CAN)                        |
| Synchronizované skoky z prkna 3 m | Vera Iljinová a Julija Pachalinová · Rusko (RUS)  | Fu Ming-sia a Kuo Ťing-ťing · Čína (CHN)            | Ganna Sorokinová a Olena Župinová · Ukrajina (UKR)     |
| Synchronizované skoky z věže 10 m | Li Na a Sang Süe · Čína (CHN)                     | Émilie Heymansová a Anne Montminyová · Kanada (CAN) | Rebecca Gilmoreová a Loudy Tourkyová · Austrálie (AUS) |

## Přehled medailí
| Pořadí | Země                         | Zlato | Stříbro | Bronz | Celkově |
| ------ | ---------------------------- | ----- | ------- | ----- | ------- |
| 1.     | Čína (CHN)                   | 5     | 5       | 0     | 10      |
| 2.     | Rusko (RUS)                  | 2     | 1       | 2     | 5       |
| 3.     | Spojené státy americké (USA) | 1     | 0       | 0     | 1       |
| 4.     | Kanada (CAN)                 | 0     | 1       | 1     | 2       |
| 5.     | Mexiko (MEX)                 | 0     | 1       | 0     | 1       |
| 6.     | Austrálie (AUS)              | 0     | 0       | 2     | 2       |
| 6.     | Německo (GER)                | 0     | 0       | 2     | 2       |
| 8.     | Ukrajina (UKR)               | 0     | 0       | 1     | 1       |